# Klippesjön
Klippesjön är en sjö i Halmstads kommun i Halland och ingår i Nissans huvudavrinningsområde. Sjön är 10,6 meter djup, har en yta på 0,018 kvadratkilometer och är belägen 120 meter över havet.